# 東開町 (鹿児島市)
東開町（とうかいちょう）は、鹿児島県鹿児島市の町。郵便番号は891-0115。人口は101人、世帯数は75世帯（2020年4月1日現在）。

## 地理
鹿児島市の南部、永田川の下流域から河口部の間に位置している。町域の北方には宇宿、南方には南栄、西方には小松原がそれぞれ接している。
付近は鹿児島臨海工業地帯の三号用地として埋め立てられたものであり、主に木材工業団地として利用され、貯木場が設置されている。町域の西端には鹿児島県道217号郡元鹿児島港線（産業道路を構成する道路の一部）が通っている。
施設は町域の南端部に鹿児島南警察署、中央部にはイオンモール鹿児島が所在している。

### 町名の由来
東開町という町名は「市南部の東方に新しく開ける地であること」に由来する。

## 歴史
1965年（昭和40年）に東開町工業用地（91.8 ヘクタール）が完成し、同年7月1日には谷山市の町として「東開町字東開」が設定された。1969年（昭和44年）に東開町の区域に鹿児島南警察署が設置された。翌年の1970年（昭和45年）には鹿児島南警察署の隣接地に東開庭球場が完成し、1972年（昭和47年）に開催された第27回国民体育大会（太陽国体）の会場となった。
鹿児島開発事業団によって1970年（昭和45年）12月に鹿児島臨海工業地帯三号用地（木材工業団地用地）として埋め立て造成を着手し、1972年（昭和47年）に完工した。鹿児島臨海工業地帯三号用地の総事業費は285,036万円、埋め立て面積は539,200平方メートルであった。1972年（昭和47年）には鹿児島市の町「東開町」として設置された。
1976年（昭和51年）には鹿児島市中央卸売市場が城南町から移転し業務を開始した。

### 町域の変遷
| 実施後 | 実施年             | 実施前         |
| ------ | ------------------ | -------------- |
| 東開町 | 1972年（昭和47年） | 公有水面埋立地 |

## 人口
以下の表は国勢調査による小地域集計が開始された1995年以降の人口の推移である。
| 年                 | 人口 |
| ------------------ | ---- |
| 1995年（平成7年）  | 110  |
| 2000年（平成12年） | 103  |
| 2005年（平成17年） | 58   |
| 2010年（平成22年） | 101  |
| 2015年（平成27年） | 137  |

## 施設

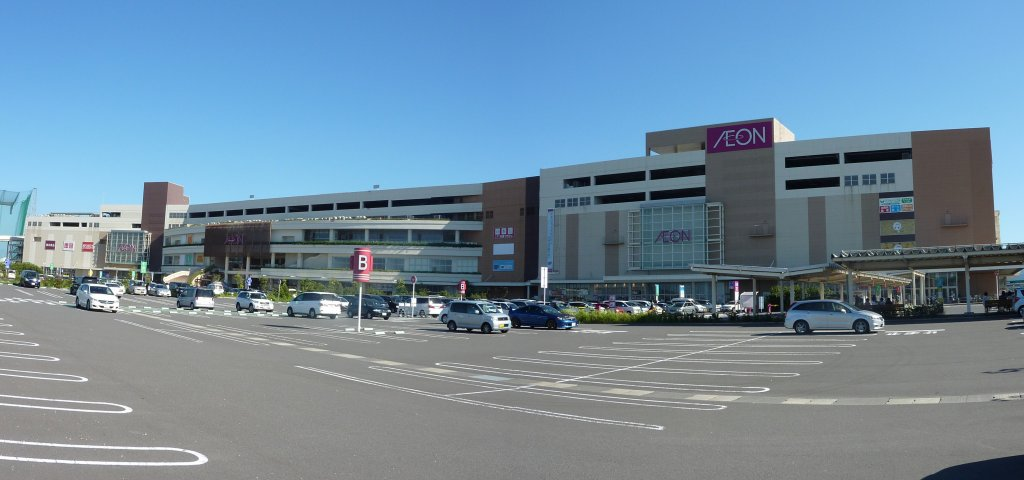
イオンモール鹿児島

### 公共
- 鹿児島県計量検定所[20]
- 鹿児島県警察
  - 鹿児島南警察署[21]
  - 機動隊[22]
  - 交通機動隊[23]
  - 武道場
- 鹿児島市中央卸売市場青果市場[24]
- 東開広場
- 東開庭球場[25]

### 郵便局
- 東開町簡易郵便局[26]
- イオンモール鹿児島内郵便局[27]

### 商業
- イオンモール鹿児島

## 小・中学校の学区
市立小・中学校に通う場合、学区（校区）は以下の通りとなる。
| 町丁   | 番・番地 | 小学校                 | 中学校                 |
| ------ | -------- | ---------------------- | ---------------------- |
| 東開町 | 全域     | 鹿児島市立東谷山小学校 | 鹿児島市立東谷山中学校 |

## 交通

### 道路
一般県道
- 鹿児島県道217号郡元鹿児島港線

### 湾港
- 鹿児島港
  - 中央港区木材港